# Pseudophaloe isosoma
Pseudophaloe isosoma är en fjärilsart som beskrevs av Louis Beethoven Prout 1920. Pseudophaloe isosoma ingår i släktet Pseudophaloe och familjen björnspinnare. Inga underarter finns listade.